# Стоділка Мирослав Іванович
Мирослав Іванович Стоділка  (22 квітня 1954 м. Городок, Львівська обл. — 19.03.2021, м. Львів)— український астроном, спеціаліст з фізики Сонця, старший науковий співробітник Львівської обсерваторії, доктор фізико-математичних наук.

## Біографія
1976 року закінчив Львівський національний університет імені Івана Франка. З 1976 по 1993 — співробітник Львівського науково-дослідного радіотехнічного інституту.  Працюючи в інституті, розпочав і вів плідну дослідницьку діяльність у галузі фізики Сонця під науковим керівництвом доцента кафедри теоретичної фізики Богдана Теофіловича Бабія. З 1993 по 1997 — викладач фізики в ЛФМЛ. З 1998 року — старший науковий співробітник, з 2010 — провідний науковий співробітник, з 2015 — головний науковий співробітник Астрономічної обсерваторії Львівського університету.
1990 року в Головній астрономічній обсерваторії захистив кандидатську дисертацію «Дослідження профілів ліній нейтрального натрію і магнію в незбуреній атмосфері Сонця». 2008 року, також в Головній астрономічній обсерваторії, захистив докторську дисертацію «Обернені задачі переносу випромінювання та діагностика атмосфери Сонця».
До кінця життя працював в Астрономічній обсерваторії Львівського національного університету на посаді головного наукового співробітника і керівника відділу фізики Сонця, заступника директора з наукової роботи.
Помер 19 березня 2021 року, внаслідок важкого перебігу захворювання на ковід-19. Похований в місті Городок у Львівській області.

### Наукові інтереси
Наукові інтереси М. I. Стоділки стосувалися фізики атмосфери Сонця, вивчення механізмів нерівноважного утворення фраунгоферових ліній у неоднорідній сонячній атмосфері. Він розробив методику та отримав розв'язки багаторівневої нерівноважної задачі перенесення неполяризованого та поляризованого випромінювання. Удосконалив інверсні методи для дослідження неоднорідностей атмосфери Сонця та зір. Дослідив конвективні рухи та поширення хвиль у фотосфері Сонця, розробив методику прогнозу геомагнітних збурень. Наукова інтуїція М. I. Стоділки сприяла тому, що він один із перших зміг проаналізувати тенденції розвитку досліджень Сонця. Результатом цього стало розширення тематики відділу фізики Сонця: там почали вивчати замагнічену сонячну плазму, геофізичні прояви сонячної активності, вплив сонячного випромінювання на орбітальні рухи штучних супутників Землі. Отримано важливі наукові результати щодо реальної атмосфери Сонця — її структури, динаміки, фізичних умов, процесів, що в ній відбуваються, нерівноважного переносу випромінювання в неоднорідному середовищі, що є складовою частиною фундаментальних проблем фізики Сонця. На основі цих досліджень під керівництвом М. I. Стоділки останніми роками захищені дві кандидатські дисертації, а 2020 року у співавторстві з його ученицею Олександрою Баран видана монографія "Діагностика неоднорідної атмосфери Сонця".
Мирослав Іванович - автор понад 100 наукових праць, науковий керівник двох здобувачів ступеню кандидат фіз.-мат. наук.